# گریشا یانورشکه
گریشا یانورشکه (انگلیسی: Grischa Janorschke؛ زادهٔ ۳۰ مهٔ ۱۹۸۷ ‏(۳۷ سال)) دوچرخه‌سوار اهل آلمان است.